# Otacilia loriot
Espèce
Otacilia loriot est une espèce d'araignées aranéomorphes de la famille des Phrurolithidae.

## Distribution
Cette espèce est endémique de la province de Luang Prabang au Laos,.

## Description
Le mâle holotype mesure 1,9 mm.

## Étymologie
Cette espèce est nommée en l'honneur de Loriot.

## Publication originale
- Jäger & Wunderlich, 2012 : Seven new species of the spider genus Otacilia Thorell 1897 (Araneae: Corinnidae) from China, Laos and Thailand. Beiträge zur Araneologie, vol. 7, p. 251-271 & 352-357.